# Internationale Gesellschaft für Theologische Mediävistik
Die Internationale Gesellschaft für Theologische Mediävistik (IGTM) ist eine internationale Organisation zur Förderung der Forschung und des wissenschaftlichen Austauschs im Bereich der mittelalterlichen Theologie. Die Gesellschaft ist international und konfessionsübergreifend und arbeitet interdisziplinär. Mitglieder der IGTM sind vor allem Theologen und Philosophen, aber auch Historiker und Literaturwissenschaftler aus rund zwanzig Ländern. Die Gesellschaft unterstützt Forschung, Veröffentlichung und Lehre in der mittelalterlichen Theologie, organisiert jährliche Konferenzen und gibt das Jahrbuch „Archa Verbi“ heraus. Monographien und Konferenzbeiträge werden in der Reihe „Archa Verbi.Subsidia“ veröffentlicht.

## Geschichte
Auf Initiative von Rainer Berndt (Hugo von Sankt Viktor-Institut, Philosophisch-Theologische Hochschule Sankt Georgen) entstand 1997 zunächst ein mediävistischer Arbeitskreis, aus dem heraus am 20. April 2002 die Vereinsgründung erfolgte. 
Die IGTM hat die Rechtsform eines eingetragenen Vereins (e.V.) mit dem Sitz in Frankfurt am Main. Ihr gehören Mitglieder aus zwanzig Ländern an.
Die IGTM hat laut Satzung das Ziel, „der Förderung von Wissenschaft und Forschung, insbesondere der Erforschung des Mittelalters unter besonderer Berücksichtigung der im weitesten Sinne theologischen Aspekte dieses Zeitalters“ zu dienen. Die Gesellschaft zielt auf den wissenschaftlichen Austausch zum Zweck der Förderung von Forschung und Lehre im Bereich der theologischen Mediävistik und kooperiert mit anderen mediävistischen Forschungseinrichtungen, Gesellschaften und Vereinen. Sie bemüht sich um die Förderung der Kooperation zwischen den Forschenden der eigenen Disziplin und ihrer Teildisziplinen, insbesondere der Kirchen- und Theologiegeschichte und ihrer Teildisziplinen (insbesondere der Exegesegeschichte, der Spiritualitäts- und Frömmigkeitsgeschichte, der Liturgiegeschichte, der Historischen Kanonistik und der Sermonesforschung) und fördert den interdisziplinären Austausch mit den Forschenden der anderen mediävistischen Disziplinen, insbesondere der Geschichtswissenschaft, der Historischen Hilfswissenschaften, der Philosophiegeschichte, der Kunstgeschichte, der Musikgeschichte und der historischen Sprach- und Literaturwissenschaften.
Sowohl Einzelpersonen als auch wissenschaftliche Institute können Mitglieder der IGTM werden. Personen und Institute, die wissenschaftlich zu Aspekten theologischer Mediävistik arbeiten, können als Einzelmitglieder oder korporative Mitglieder aufgenommen werden. Geleitet wird die IGTM durch einen vierköpfigen Vorstand, der von der Mitgliederversammlung für drei Jahre gewählt wird. Eine Wiederwahl ist möglich. Der Vorsitzende des Vorstands vertritt die Gesellschaft gerichtlich und außergerichtlich.

## Vorsitzende der IGTM
- 2002–2008 Rainer Berndt (Philosophisch-Theologische Hochschule Sankt Georgen)
- 2008–2015 Volker Leppin (Eberhard Karls Universität Tübingen)
- 2015–2017 Reimund Haas (Universität zu Köln), seit 2017 auch: Ehrenmitglied
- 2018–0000 Krijn Pansters (Universität Tilburg, Niederlande)[6]

## Jahrestagungen
Die Internationale Gesellschaft für Theologische Mediävistik richtet jährlich eine fachwissenschaftliche Tagung zu aktuellen Forschungsthemen am Sitz eines Mitglieds der Gesellschaft aus.
Als „Arbeitskreis Theologische Mediävistik“
- 1997 in Frankfurt am Main: Armut
- 1998 in München (Martin-Grabmann-Forschungsinstitut): Ekklesiologie im Mittelalter
- 1999 in Trier (Institut für Cusanus-Forschung): Exegese und Predigt im Mittelalter
- 2000 in Freiburg im Breisgau: Aktualität der Theologie des Mittelalters
- 2001 in Bonn (Albertus-Magnus-Institut)
- 2002 in Frankfurt am Main: Was ist Theologische Mediävistik?

Als „Internationale Gesellschaft für Theologische Mediävistik“
- 2002 in Mülheim an der Ruhr: Mediävistik als interdisziplinäre Forschung
- 2003 in Frankfurt am Main: Texte und Kontexte. Neuere Ansätze in der theologischen Mediävistik
- 2004 in Warschau: Was ist Theologie im Mittelalter?
- 2005 in Weingarten: Kulturkontakte und Rezeptionsvorgänge in der Theologie des 12. und 13. Jahrhunderts
- 2006 in Wien: Spiritualität im Spätmittelalter
- 2007 in Bamberg: Spargentes semina verbi – Hochmittelalterliche Bischofssitze als geistige Zentren und Orte der Verkündigung des Evangeliums
- 2008 in Paris: Die Rezeption der Väter und ihrer Schriften im Mittelalter. Die Zukunft der kirchlichen Tradition
- 2009 in Canterbury: St. Anselm von Canterbury und sein Vermächtnis
- 2010 in Trier: Aufgabe und Selbstverständnis theologischer Mediävistik
- 2011 in Padua: Fides Virtus. The Virtue of Faith in the Context of the Theological Virtues from the 12th to the early 16th Centuries
- 2012 in Prag: Sacramentum magnum. The Sacrament of Marriage in the Middle Ages
- 2013 in Mainz: Philosophie und Metaphysik
- 2014 in Göttingen: Theologie und Bildung im Mittelalter
- 2015 in Speyer: (Aspekte mittelalterlicher Exegese und Theologie)
- 2016 in Wien: Eucharistie, Kirche und Exegese
- 2017 in Nijmegen: Zwischen Devotio und Dissidenz. Frömmigkeitskonzepte im Spannungsfeld von Individuum und Institution
- 2018 in Krakau: Altiora te ne quaesieris (Sir. 3, 22). The Medieval Pursuit of Wisdom / Suche nach Wissen im Mittelalter
- 2019 in Linz: Was ist der Mensch? Antworten der mittelalterlichen Theologie
- 2021 in Copenhagen: Dominican Culture, Dominican Theology: The Order of Preachers and Its Spheres of Action (1215 – ca. 1600) [online]
- 2022 in München: Honorius Augustodunensis. Ein frühmittelalterlicher Bestsellerautor zwischen Originalität und Wirkung
- 2023 in Toruń: The Medieval Reception of the Letters of Paul
- 2024 in Utrecht: The End: Finiteness, Death, and Completion in Medieval Theology

## Publikationsorgane
Die Internationale Gesellschaft für Theologische Mediävistik gibt seit 2004 die jährliche erscheinende Fachzeitschrift „Archa Verbi. Yearbook for the Study of Medieval Theology“ im Aschendorff-Verlag heraus.
In der Fachbuchreihe „Archa Verbi.Subsidia“ werden seit 2005 Monographien und Konferenzbeiträge veröffentlicht.